# Hans Vollmann
Hans Vollmann (* 30. April 1909 in Knittelfeld; † 20. Juli 1994 in Graz) war ein österreichischer Politiker (ÖVP). Er war von 1949 bis 1971 Abgeordneter zum Österreichischen Nationalrat.
Vollmann besuchte nach der Volksschule die Bürgerschule und die Gewerbeschule, wobei er den Beruf des Schlossers und Drehers erlernte. Er war ab 1930 Angestellter einer Sozialversicherungsanstalt und war danach Direktor der Landwirtschaftskrankenkasse der Steiermark. Zuletzt war er als Direktor der Landesstelle Steiermark der Land- und forstwirtschaftlichen Sozialversicherungsanstalt beschäftigt. Vollmann war politisch als Landesgruppenobmannstellvertreter des ÖAAB Steiermark aktiv, zudem war er Stadtgruppenobmann des ÖAAB Graz und Hauptbezirksgruppenobmann des ÖAAB Graz-Umgebung. Er vertrat die ÖVP zwischen 1945 und 1949 im Steiermärkischen Landtag und war vom 8. November 1949 bis zum 4. November 1971 Abgeordneter zum Nationalrat. 

## Auszeichnungen
- Ehrenring des Landes Steiermark